# Jérôme Noviant
Jérôme Noviant, né le 24 janvier 1965, est un skieur alpin français.

## Biographie
Il est le fils de Janine et Michel Noviant (1935-2014) et est originaire des Pyrénées. Son père qui travaillait chez Elf crée une section Ski au sein de l'entreprise, qui prend le nom de Ski Elf Aquitaine, club au sein duquel Jérôme Noviant effectue toute a carrière.
Il fait partie de l'équipe de France de ski alpin entre 1984 et 1992.
En 1986, il est sacré Champion de France de combiné. En 1989, il est à nouveau sacré Champion de France, mais cette fois en slalom géant. L'année suivante en 1990, il conquiert un troisième titre national, dans une troisième discipline : le super G.
En 1991, il remporte le classement général de la coupe d'Europe de super G.
Il obtient son meilleur résultat en Coupe du monde en prenant la 20e place du super G de Megève en février 1992.
Il fait ensuite toute sa carrière professionnelle (jusqu'en 2023) chez Rossignol où il occupe d'importantes fonctions liées au développement des skis : de Chef de produit Monde à Race Business & Piste Manager. 

## Palmarès

### Coupe du monde
- Meilleur classement général : 128e en 1992.
- Meilleur classement de super G : 46e en 1992.

- Meilleur classement sur une épreuve de super G : 20e le 1er février 1992 à Megève

#### Classements
| Saison / Épreuve | Saison / Épreuve | Général | Général | Descente | Descente | Super G | Super G | Slalom géant | Slalom géant | Slalom | Slalom | Combiné | Combiné |
| ---------------- | ---------------- | ------- | ------- | -------- | -------- | ------- | ------- | ------------ | ------------ | ------ | ------ | ------- | ------- |
| Saison / Épreuve | Saison / Épreuve | Class.  | Points  | Class.   | Points   | Class.  | Points  | Class.       | Points       | Class. | Points | Class.  | Points  |
| 1991-1992        | 1991-1992        | 128e    | 17      | -        | -        | 46e     | 17      | -            | -            | -      | -      | -       | -       |

### Coupe d'Europe
Vainqueur de la Coupe d'Europe du super G en 1991
3 victoires en coupe d'Europe

#### Classements
| Saison / Épreuve | Saison / Épreuve | Général | Général | Descente | Descente | Super G | Super G | Géant  | Géant  | Slalom | Slalom | Combiné | Combiné |
| ---------------- | ---------------- | ------- | ------- | -------- | -------- | ------- | ------- | ------ | ------ | ------ | ------ | ------- | ------- |
| Saison / Épreuve | Saison / Épreuve | Class.  | Points  | Class.   | Points   | Class.  | Points  | Class. | Points | Class. | Points | Class.  | Points  |
| 1991             | 1991             |         |         |          |          | 1er     | 53      |        |        |        |        |         |         |

### Championnats de France

#### Élite
| Édition / Epreuve   | Descente | Super G | Slalom géant | Slalom | Combiné |
| ------------------- | -------- | ------- | ------------ | ------ | ------- |
| Championnats 1986 - |          |         |              |        | Or      |
| Championnats 1989 - |          |         | Or           |        |         |
| Championnats 1990 - |          | Or      |              |        |         |